# Sing Unto God
Sing Unto God, també coneguda com a Anthem for the Wedding of Frederick, Prince of Wales (HWV 263), és un obra composta per Georg Friedrich Händel. Va ser estrenada durant el casament de Frederic, Príncep de Gal·les i la princesa Augusta de Saxònia-Gotha el 27 d'abril de 1736 a la capella reial del Palau de Saint James, a Londres. Els intèrprets foren Francesca Cuzzoni-Sandoni, Carlo Broschi "Farinelli", i "Francesco Bernardi Senesino". El text va ser adaptat a partir de versos dels salms 68, 106 i 128

## Context històric
El casament de l'hereu de vint-i-nou anys al tron, Frederic, príncep de Gal·les, amb la princesa de disset anys Augusta de Saxònia-Gotha, es va celebrar de manera espectacular. Augusta havia arribat a Anglaterra només dos dies abans. La premsa informà de l'assaig de l'anthem compost per Händel:
 Ahir va haver-hi l'assaig d'un bon himne compost per Mr. Handel, que es representarà a les Núpcies del Príncep de Gal·les, amb el senyor Gates, Master of the Boys belonging to the Chapel Royal de St. James; les parts vocals van ser realitzades pels senyors Row, Gates, Lee, Abbot, Beard, –Gentlemen of the Chapel–, i els nois. En les parts instrumentals eren vint de la banda de música (Band of Musick) de sa majestat i el mateix nombre d'intèrprets de l'òpera de Händel. 
El text de l'anthem va aparèixer publicat als diaris. L'únic comentari sobre la música d'algú que era present apareix del diari del Comte d'Egmont (Earl of Egmont): "Sobre l'altar va ser col·locat l'orgue, i una galeria construïda per als músics. Un anthem compost per a l'ocasió per Hendel fou miserablement cantat..."

## Estructura

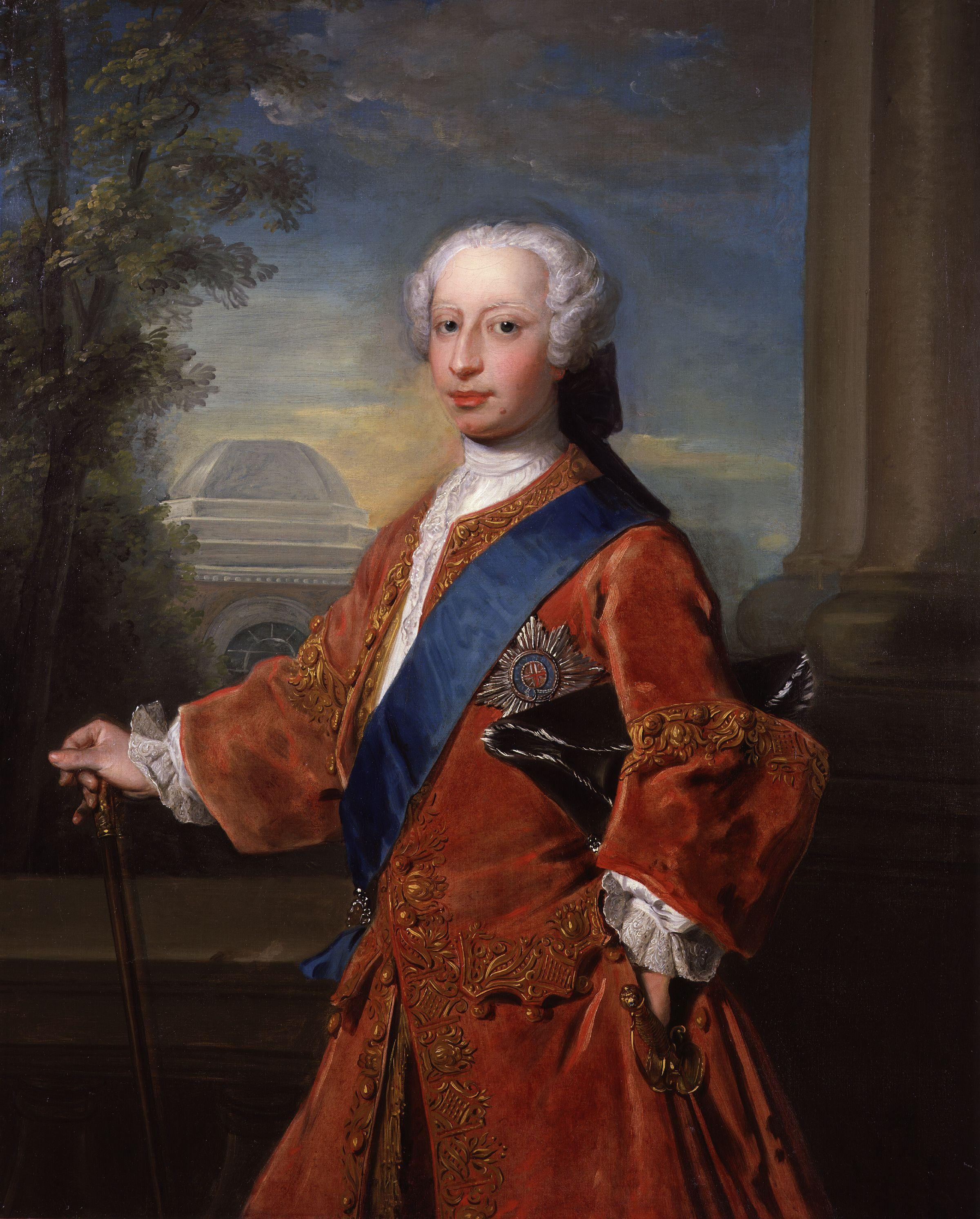
Frederick, Príncep de Gal·les per Philip Mercier

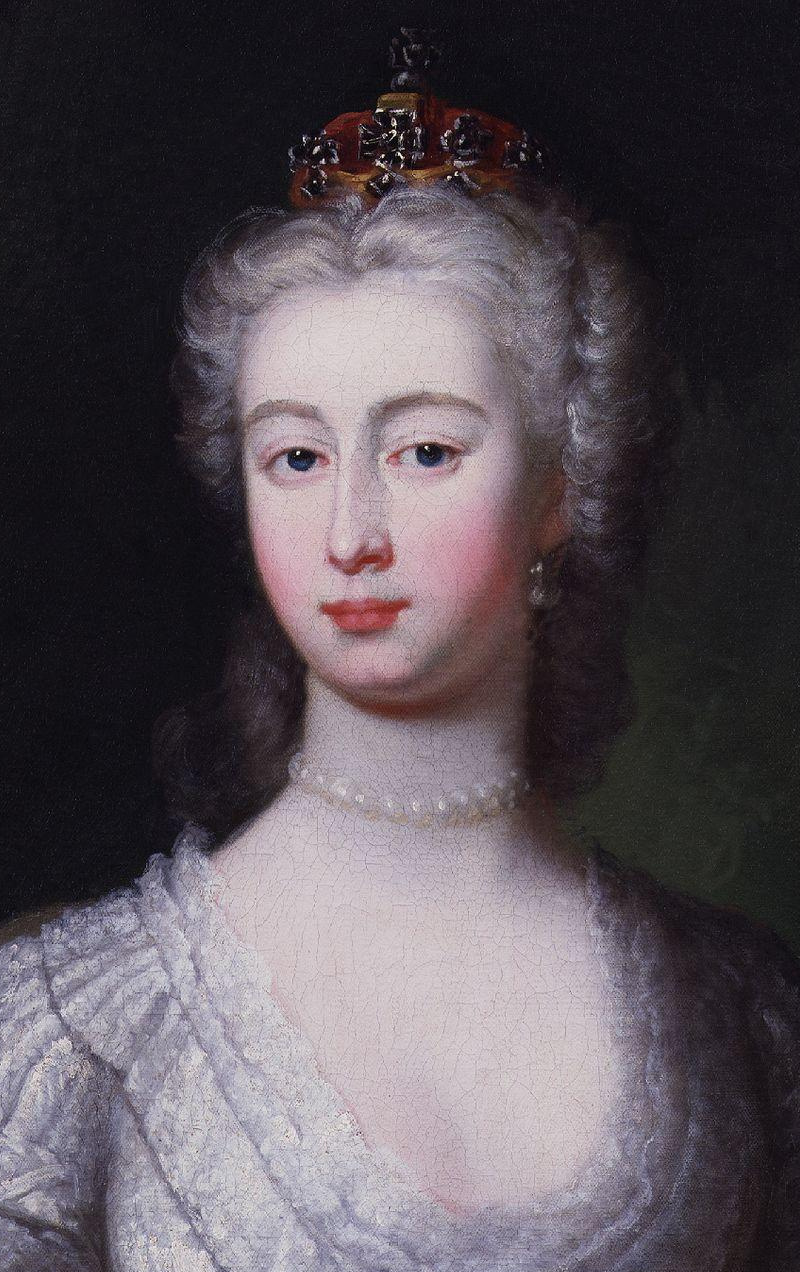
Augusta De Saxe-Gotha, Princesa de Gal·les per Charles Philips

- (contralt solista, cor complet, orquestra que inclou timbales i una trompeta)

Sing unto God, ye Kingdoms of the Earth
O sing Praises unto the Lord.
- (soprano solista, orquestra)

Beneït és tot ells allò tem el Senyor: 
O Bé és thee, i feliç shalt thou ser.
- (baix solista, violoncel obbligato i orquestra)

Thy wife shall be as the fruitful vine
Upon the walls of thine house
Thy children like the olive branches
Round about thy table.
- (cor fugat amb orquestra)

Lo, thus shall the man be blessed
That feareth the Lord
Blessed shall he be
He shall be blessed.
- (tenor solista, recitatiu amb baix continu)

Blessed be the Lord God of Israel
From everlasting to everlasting.
- (tenor solista, cor complet, orquestra que inclou timbales i una trompeta)

And let all the people say
Hallelujah, amen.
Blessed be the lord, Hallelujah, amen.
Praise ye the Lord, Hallelujah, amen.
Blessed be the Lord
From everlasting to everlasting.
Amen, Hallelujah, amen.

## Enregistrament
Gillian Fisher (soprano), James Bowman (contratenor), John Mark Ainsley (tenor), Michael George (baix), New College Choir Oxford, The King's Consort, Robert King (director). Hyperion Records CDA66315 (any 1989).